# 白山神社 (大阪市)
白山神社（しらやまじんじゃ）は、大阪市城東区にある神社。旧社格は村社。

## 祭神
- 主祭神 - 菊理媛神

## 歴史

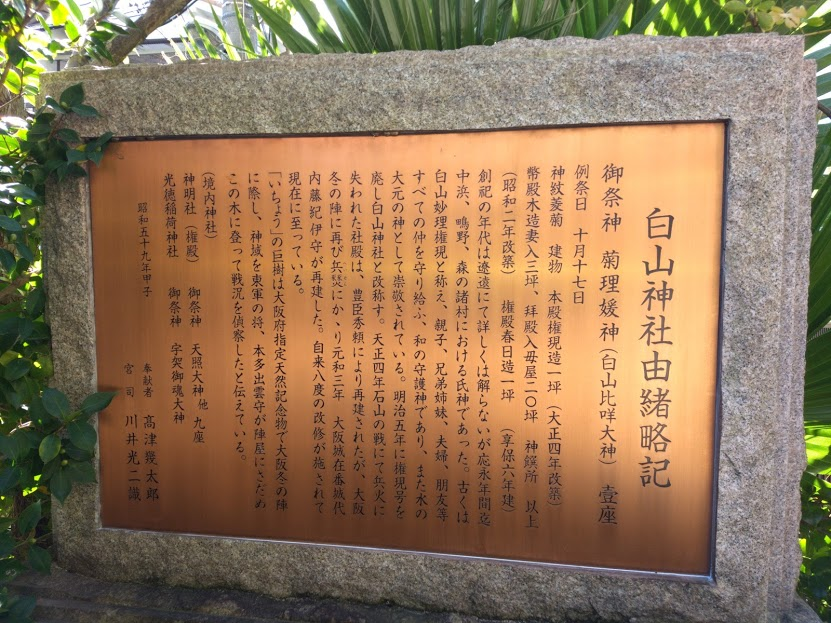
境内に位置する「白山神社由諸略記」の石碑。白山神社についての簡略な歴史が記されている。

創建の詳細は不明であるが、古くから白山妙理権現（白山権現）と称されており、家族や友人関係等の全ての仲を守る和の守護神として信仰があった。応永元年（1394年）頃には中浜、鴫野、森之宮の諸村の氏神として知られていた。
天正4年（1576年）に織田信長が大坂本願寺を攻撃した石山合戦の際に本殿が焼失したが、慶長8年（1603年）に豊臣秀頼により再建される。
慶長19年（1614年）の大坂冬の陣では幕府軍の本多忠朝が当社に本陣を置いた。その事もあって兵火に掛かってしまい再び本殿が焼失してしまう。その後、元和3年（1617年）に大坂城代の内藤信正によって再建されたとする。しかし、信正が大坂城代となったのは元和5年（1619年）なので年代が合わない。
1872年（明治5年）に神仏分離によって権現号を失い、それまで白山権現と呼ばれていた当社だったが、これにより白山神社と改称した。
また、明治初年には村社に列せられている。

## 境内
- 本殿 - 元和3年（1617年）に大坂城代の内藤信正によって再建されたという。1915年（大正4年）改築。本殿は現在までに計8回の改修が行われている。
- 幣殿 - 1927年（昭和2年）改築。
- 拝殿 - 1927年（昭和2年）改築。
- 神饌所 - 1927年（昭和2年）改築。
- 遥拝所
- 社務所

### 摂・末社
- 光徳稲荷神社 - 祭神：宇迦御魂大神
- 白山宮
- 神明社（権殿） - 祭神：天照大神、他9座。享保6年（1721年）建立。

## 文化財

### 大阪府指定天然記念物
- 白山神社のイチョウ - 境内にあるイチョウの大木は、1949年（昭和24年）に大阪府の天然記念物に指定されている。樹高は約15尺（4.5m程）で、古来は平野川の堤防上に他の木々と共に生えていたが、現存するのはこのイチョウのみとなっている。大坂冬の陣においては、当社に陣を構えた幕府軍の大名・本多忠朝がこのイチョウの上に登り、戦況を偵察していたとされる[2]。現在では近代都市化により、ビル群および森之宮検車場に視界が遮られるため、イチョウの上に登っても大阪城天守閣およびその周辺を一望する事は不可能となっている[2]。

## 神事
- 例祭 - 10月17日

## 現地情報
所在地
- 大阪府大阪市城東区中浜2丁目3-15

交通アクセス
- Osaka Metro中央線および今里筋線・緑橋駅から徒歩10分
- Osaka Metro中央線および大阪環状線・森ノ宮駅から徒歩15分
- Osaka Metro今里筋線およびJR学研都市線・鴫野駅から徒歩15分